# Bretó
Bretó is een gemeente in de Spaanse provincie Zamora in de regio Castilië en León met een oppervlakte van 21,69 km². Bretó telt 182 inwoners (1 januari 2016).

## Demografische ontwikkeling
Bron: INE, 1857-2011: volkstellingen